# Homalothecium
Homalothecium ist eine Gattung von Laubmoosen aus der Familie Brachytheciaceae. Die Arten sind in der Holarktis verbreitet.

## Beschreibung
Die niederliegenden bis aufsteigenden Pflanzen sind mittelgroß bis kräftig, grün, gelblich oder braungrün und bilden oft größere Rasen. Die Stämmchen weisen im Querschnitt einen Zentralstrang auf, sind unregelmäßig bis ziemlich regelmäßig fiedrig verzweigt und so wie die geraden oder gebogenen Äste meist dicht beblättert. Die anliegenden bis aufrecht-abstehenden Blätter sind lanzettlich oder schmal dreieckig (am breitesten knapp über der Blattbasis), zugespitzt und stark längsfaltig. Die Blattränder sind ganzrandig bis gesägt, bei manchen Arten im Bereich der Blattflügel mit scharf rückwärts gekrümmten Zähnen. Die kräftige Blattrippe reicht zumindest bis über die Blattmitte oder auch bis zur Blattspitze. Die Laminazellen sind linealisch, die Zellen der Blattbasis kurz, klein und dickwandig; die etwa rundlich-quadratischen Blattflügelzellen sind von den benachbarten mehr oder weniger gut abgegrenzt.
Die Arten sind diözisch. Die gerade Seta ist rau oder glatt, die Kapsel aufrecht bis waagrecht und eiförmig bis kurz-zylindrisch, der Kapseldeckel kegelig bis geschnäbelt.

## Systematik und Arten (Auswahl)
Die Gattung Homalothecium ist monophyletisch und zählt weltweit zirka 20 Arten. Früher zu den Gattungen Camptothecium oder Trachybryum gestellte Arten wurden in Homalothecium übernommen.
Im Deutschland, Österreich und der Schweiz sind die folgenden Arten vertreten:
- Homalothecium lutescens
- Homalothecium philippeanum
- Homalothecium sericeum